# Chmiňany
Chmiňany est un village de Slovaquie situé dans la région de Prešov.

## Histoire
Première mention écrite du village en 1330.

## Démographie

### Évolution de la population
| Année:               | 1994. | 2004.    | 2014.    | 2024.    |
| -------------------- | ----- | -------- | -------- | -------- |
| Nombre de personnes: | 624   | 783      | 927      | 1069     |
| Différence:          |       | +25,48 % | +18,39 % | +15,31 % |

| Année:               | 2023. | 2024.   |
| -------------------- | ----- | ------- |
| Nombre de personnes: | 1058  | 1069    |
| Différence:          |       | +1,03 % |